# Software proprietário
O software proprietário, privativo ou não livre,  é um software para computadores que é licenciado com direitos exclusivos para o produtor.  Conforme o local de distribuição do software, este pode ser abrangido por patentes, direitos de autor, assim como limitações para a sua exportação e uso em países terceiros. Seu uso, redistribuição ou modificação é proibido ou limitado, exigindo que você solicite permissão para tal ou restringindo de tal forma que não é possível fazê-lo livremente. A expressão foi criada em oposição ao conceito de software livre.

## História
No final dos anos 1960, os computadores—caros e com enormes estruturas, normalmente localizados em grandes quartos com ar condicionado—deixaram de ser disponibilizados para locação para começarem a ser vendidos. Os serviços e softwares disponíveis eram geralmente fornecidos pelas fabricantes, sem cobranças separadas, até 1969. O código-fonte do software geralmente era fornecido com o hardware. Usuários que desenvolviam software muitas vezes disponibilizavam-no, sem custos extras. Quem comprava a enorme e cara estrutura (o hardware) não pagava separadamente pelo software.
Em 1969, a IBM, sob a ameaça de litígio Antitruste, levou uma mudança de indústria, começando a cobrar separadamente por software e serviços, e deixando de fornecer o código-fonte.

## Limitações ao uso
Normalmente, a fim de que se possa utilizar, copiar, ter acesso ao código-fonte ou redistribuir, deve-se solicitar permissão ao proprietário, ou pagar para poder fazê-lo: será necessário, portanto, adquirir uma licença.

## Termos similares
- O fundador do movimento FSF, o norte americano Richard Stallman, por vezes utiliza o termo "software que subjuga o usuário"[7] para descrever o software proprietário.

- O termo "non-free" — que em português pode ser traduzido como "não-livre" — é utilizado pelos desenvolvedores do projeto Debian, para descrever qualquer software no qual a licença não é compatível com a Debian Free Software Guidelines, e utilizam o termo "proprietary software" — em português usual: "software proprietário" — especificamente para o software não livre que não vem com o código fonte.

- A iniciativa Open Source Initiative utiliza o termo "software proprietário" e "software código fechado" para se referir à mesma coisa.[8][9]

## Exemplos
Alguns softwares proprietários são o Microsoft Windows, o Microsoft Office, o RealPlayer, o Adobe Photoshop, o Mac OS, o iOS o WinZip, entre outros.